# 凱爾·湯普森
凱爾·湯普森（Kyle Thompson，1979年4月25日—）是一位美國高爾夫球選手，他現在參加PGA巡迴賽的賽事。湯普森畢業於南卡羅來納大學。在2003年至2007年，湯普森曾經參Nationwide巡迴賽的賽事。他在2007年贏得了兩個賽事冠軍，幫助他獲得2008年PGA巡迴賽的入場券。不過次年他又重回Nationwide巡迴賽。他獲得過四個Nationwide巡迴賽的冠軍。

## 外部連結
- 凱爾·湯普森（页面存档备份，存于）位於PGA巡回赛的官方網站
- 凱爾·湯普森（页面存档备份，存于）位於男子高爾夫世界排名的官方網站